# Ogmostethus
Ogmostethus is een monotypisch geslacht van kevers uit de familie van de klopkevers (Anobiidae).

## Soort
- Ogmostethus australis Español, 1969